# Андреини, Франческо
Франческо Андреини (1548, Пистоя — 1624, Мантуя) — итальянский актёр комедии дель арте и писатель.

## Биография
Представитель семьи известных итальянских актёров из Венеции конца XVI — начала XVII веков.
Муж Изабеллы Андреини, отец Джамбаттиста Андреини.
В молодости во время морского путешествия был взят в турецкий плен, служил на галерах. Через восемь лет ему удалось бежать.
С 1583 года возглавил театральную труппу «Джелози» («Ревностные»). Прославился исполнением маски хвастливого воина — Капитана Спавенто (Capitan Spavento della Val d’Inferno), одного из главных комических героев комика комедии дель арте. Выступал в составе итальянской актёрской труппе «Джелози» («I Gelosi») перед зрителями самых высоких социальных кругов Италии и Франции, им покровительствовали аристократы северной Италии и Франции. Играл перед королём Франции Генрихом IV, пригласившим труппу для своей невесты, молодой королевы Марии Медичи.
Автор книги «Бахвальства Капитана Спавенто» («Le Bravure del Capitan Spavento», 1607).